# 맥마스터 신학대학원
맥마스터 신학교(McMaster Divinity College)의 역사는 1838년, 스코틀랜드 출신 목사 존 길모어(John Gilmour)가 캐나다 몬트리올 상업 중심지에 설립한 캐나다 침례 신학교(Canada Baptist College)로 거슬러 올라간다. 이 신학교는 신학 교육을 목적으로 설립되었으나, 다양한 환경적 요인으로 인해 1849년에 폐교하게 되었다.
폐교 8년 후, 몬트리올 신학교의 교장 중 한 명이었던 로버트 알렉산더 파이프(Robert Alexander Fyfe)는 교파 학교를 자발적으로 지원하는 시스템을 주장하며, 신학교 재건을 준비했다. 그는 국립 대학과 연계된 침례교 대학 설립을 계획했고, 1857년 저명한 침례교도들과 함께 온타리오주 우드스톡에 캐나다 문학 연구소(Canadian Literary Institute)를 설립했다.
1881년, 부유한 상인이자 은행가, 그리고 캐나다 상원의원이었던 윌리엄 맥마스터(William McMaster)는 우드스톡과 연계된 신학교를 토론토에 설립할 것을 제안했다. 그는 새로운 학교인 토론토 침례 신학교(Toronto Baptist College)를 재정적으로 지원했고, 학생 수의 증가와 토론토 대학교와의 연계를 통해 신학교는 점차 성장했다. 이 신학교는 선교 및 목회 활동을 중점적으로 교육했으며, 블루어 스트리트(Bloor Street)에 위치한 로열 음악원(Royal Conservatory of Music) 건물을 포함해 훌륭한 시설을 갖추었다.
1887년, 우드스톡 침례교 관계자들과의 합의 끝에, 토론토 침례 신학교는 온타리오 주 의회로부터 독립된 기독교 대학으로 인가되었다. 새로운 학교는 인문 및 과학 교육과 목회자 양성을 통합하였으며, 주요 후원자였던 윌리엄 맥마스터의 이름을 따서 맥마스터 대학교(McMaster University)라는 명칭을 채택했다. 그는 1888년 갑작스럽게 세상을 떠났으나, 그의 유산은 빅토리아 시대 캐나다 교육기관 역사에서 중요한 자리를 차지한다.
1928년, 맥마스터 대학교(McMaster University)는 토론토보다 해밀턴 시가 더 적합한 환경을 제공한다고 판단하고, 약 400명의 학생과 5명의 신학 교수진을 데리고 해밀턴 서쪽 지역으로 이전했다.
1957년, 맥마스터 대학교는 온타리오와 퀘벡 캐나다 침례교(CBOQ)와의 관계를 재구성하고, 사립 학교로 운영할지 공립 학고로 운영할지를 토의하게 되었다. 이 과정에서 맥마스터의 신학 프로그램 분과들만 맥마스터 신학교(McMaster Divinity College)라는 명칭을 사용하게 되었고 맥마스터 대학교(McMaster University)에서 분리하여 사립학교로써 자체 학위 수여 권한을 가지게 되었다. 그리고, 신학 분과를 제외한 나머지 일반 학과 프로그램들과 종교학부는 맥마스터 대학교(McMaster University)에 남아 공립학교 시스템 아래 발전하게 되었다. 이 시점부터 맥마스터 신학교는 맥마스터 대학교와 완전히 분리된 사립 학교가 되었지만, 여전히 맥마스터 대학교 캠퍼스 중심부에 위치하고 있으며 학교 시설, 도서관, 및 학습 자료들은 함께 공유하며 사용하고 있다.
1960년, 캐나다 전역의 기부자와 교회의 도움으로 맥마스터 신학교는 새로운 건물을 지었다. 이 건물에는 아름다운 예배당이 포함되어 있었으며, 이 내부는 예술가 윌리엄 맥엘처런(William McElcheran)이 설계했다. 예배당은 이후 초대 교장 나다니엘 H. 파커(Nathaniel H. Parker)를 기리기 위해 헌정되었다. 또한, 예배당 외부에는 앨버트 매튜스(The Honourable Albert Matthews)를 기리기 위해 세운 매튜스 기념 타워(Matthews Memorial Tower)가 자리하고 있다. 타워의 스테인드글라스 창문은 토론토의 예술가 이본 윌리엄스(Yvonne Williams)가 디자인했다.
1980년대에 들어, 맥마스터 신학교는 주요 신학적 변화를 경험했다. 일부 침례교 단체는 신학교의 자유주의 신학 방향에 우려를 표명하며 변화의 필요성을 제기했다. 이로 인해 모든 교수진은 성경 중심의 복음주의 정신을 가장 중요한 교육 목표로 삼기로 결정하였고, 맥마스터 신학교는 캐나다를 대표하는 복음주의 신학대학으로 자리매김하게 되었다. 현재 신학교는 캐나다 복음주의 연합(Evangelical Fellowship of Canada)과 기독교 고등교육 캐나다(Christian Higher Education Canada)의 회원이며, 총장은 복음주의 신학교 총장 연합(Fellowship of Evangelical Seminary Presidents)의 일원이다.
1989년, 헐버트 가족(Hurlburt family)의 기부로 조지 F. 헐버트 설교 강좌(George F. Hurlburt Chair in Preaching)가 설립되었다. 이 강좌는 설교의 중요성을 강조하고 이를 기독교 사역의 중심으로 삼고자 하는 목적으로 운영되고 있다.
이러한 역사적 발전을 거치면서 맥마스터 대학교의 종교학부와 맥마스터 신학교는 완전히 분리된 교육기관이 되었으며, 두 학교 모두 각기 다른 분야에서 정평이 난 학교로 발전해왔다. 맥마스터 대학교의 종교학부는 유대주의과 사해문서 연구가 굉장히 활발한 학교가 되었고, 이곳에서 한때 E.P. 샌더스(E.P. Sanders)가 가르쳤다. 이와 달리 맥마스터 신학교는 리처드 롱네커(Richard Longnecker)이후로 성경중심의 복음주의 명문 신학교로 발전하게 되었다. 현직 총장 스탠리 포터(Stanley E. Porter)는 세계적인 성경신학의 권위자로서 헬라어, 언어학(특히, 체계기능언어학과 사회언어학), 파피루스학, 성서 해석학 등 다양한 학문적 연구를 수행하고 있으며, 구약학 교수 마크 보다(Mark J. Boda) 교수는 구약성서와 바빌로니아 및 페르시아 시대의 히브리 문헌에 대한 깊이 있는 연구로 학계에 기여하고 있다. 이들의 학문적 성과는 맥마스터 신학교가 북미 복음주의 신학의 선도적인 위치에 서게 한 주요 요인 중 하나다. 맥마스터 신학교는 M.Div, M.A, MTS, DPT, Ph.D 등 다양한 학위 프로그램과 여러 종류의 Certificate 프로그램을 제공하며, 한인 학생들에게도 꾸준히 관심을 받고 있다.
2025년 가을학기부터 맥마스터 신학교는 한국어 강좌를 시작한다 (참조: https://mcmasterdivinity.ca/biblical-theology-courses-in-korean/). 이 강좌는 파일럿 프로젝트로서, M.Div., M.A., 그리고 Graduate Certificate 과정의 4개 이수 과목을 한국어로 제공하여, 한국인들이 맥마스터의 복음주의 신학을 보다 쉽게 배울 수 있도록 하기 위한 목적을 가지고 있다. 자체 평가를 거친 후, 더 많은 한국어 과목을 추가로 제공할 계획이다.